# Min syndaskuld med all dess dom
Min syndaskuld med all dess dom är en psalm som förekommer som nr 109 i Sions Sånger 1981. Texten är skriven av Gustav Vesterlund till en melodi av Bartholomäus Gesius.

## Publicerad i
- Sions Sånger 1981 som nr 109 under rubriken "Guds nåd i Kristus".